# Фунду-Веїй (Бакеу)
Фунду-Веїй (рум. Fundu Văii) — село у повіті Бакеу в Румунії. Входить до складу комуни Пинчешть.
Село розташоване на відстані 234 км на північ від Бухареста, 23 км на південний схід від Бакеу, 88 км на південний захід від Ясс, 130 км на північний захід від Галаца, 145 км на північний схід від Брашова.

## Населення
За даними перепису населення 2002 року у селі проживали 153 особи, усі — румуни. Усі жителі села рідною мовою назвали румунську.